# Jan III van Namen
Jan III (? - 10 maart 1429) was tussen 1418 en 1429 de laatste onafhankelijke markgraaf van Namen.
Hij was de jongste zoon van Willem I, markgraaf van Namen en Catharina van Savoye (- 1388), dochter van Lodewijk II van Savoye, baron van Vaud, en Isabella van Châlon. Toen zijn vader in 1391 overleed, erfde hij Wijnendale en Ronse. Hij volgde zijn oudere broer Willem II op als markgraaf van Namen, toen Willem
in 1418 kinderloos stierf.
Jan huwde op 8 mei 1388 de 12-jarige Joanna van Abcoude, een dochter van Zweder van Abcoude, zonder nakomelingen; hij had een onwettige zoon met zijn nicht Cécile van Savoye: Filips van Namen, heer van Dhuy (overleden in 1449).
Jan III leidde een zeer luxueus leven, en hij moest de belastingen verhogen om zijn uitgaven te bekostigen. Hij verkocht het kasteel van Wijnendale aan Jan zonder Vrees, de zoon van Filips de Stoute. Zijn gedrag leidde tot opstanden en hoge schulden, die uiteindelijk Jan ertoe dwongen zijn graafschap te verkopen aan Filips de Goede, hertog van Bourgondië (23 april 1421) voor 30.000 gouden kronen en de clausule dat hij kon blijven genieten van het vruchtgebruik van zijn vroegere graafschap. Filips de Goede lijfde het graafschap Namen vervolgens (na Jans overlijden op 10 maart 1429) in bij de Bourgondische Nederlanden en maakte aldus een einde aan het bestaan van een onafhankelijk graafschap Namen.

## Voorouders
| Voorouders van Jan III van Namen (-1429) | Voorouders van Jan III van Namen (-1429)                                    | Voorouders van Jan III van Namen (-1429)                                    | Voorouders van Jan III van Namen (-1429)                                | Voorouders van Jan III van Namen (-1429)                                | Voorouders van Jan III van Namen (-1429)                                   | Voorouders van Jan III van Namen (-1429)                                   | Voorouders van Jan III van Namen (-1429)                                   | Voorouders van Jan III van Namen (-1429)                                   |
| ---------------------------------------- | --------------------------------------------------------------------------- | --------------------------------------------------------------------------- | ----------------------------------------------------------------------- | ----------------------------------------------------------------------- | -------------------------------------------------------------------------- | -------------------------------------------------------------------------- | -------------------------------------------------------------------------- | -------------------------------------------------------------------------- |
| Overgrootouders                          | Gwijde van Dampierre (±1226-1305) ∞ 1265 Isabella van Luxemburg (1247-1289) | Gwijde van Dampierre (±1226-1305) ∞ 1265 Isabella van Luxemburg (1247-1289) | Filips van Artesië (1269-1298) ∞ Blanche van Dreux (1270-1327)          | Filips van Artesië (1269-1298) ∞ Blanche van Dreux (1270-1327)          | ? (-) ∞ 1262 ? (-)                                                         | ? (-) ∞ 1262 ? (-)                                                         | ? (-) ∞ 1260 ? (-)                                                         | ? (-) ∞ 1260 ? (-)                                                         |
| Grootouders                              | Jan I van Namen (1267-1330) ∞ 1309 Maria van Artesië (1291-1365)            | Jan I van Namen (1267-1330) ∞ 1309 Maria van Artesië (1291-1365)            | Jan I van Namen (1267-1330) ∞ 1309 Maria van Artesië (1291-1365)        | Jan I van Namen (1267-1330) ∞ 1309 Maria van Artesië (1291-1365)        | Lodewijk van Savoye Baron van Vaud (-) ∞ Isabelle van Bourgondië-Comté (-) | Lodewijk van Savoye Baron van Vaud (-) ∞ Isabelle van Bourgondië-Comté (-) | Lodewijk van Savoye Baron van Vaud (-) ∞ Isabelle van Bourgondië-Comté (-) | Lodewijk van Savoye Baron van Vaud (-) ∞ Isabelle van Bourgondië-Comté (-) |
| Ouders                                   | Willem I van Namen (1324–1391) ∞ 1309 Catharina van Savoye (1312-1388)'     | Willem I van Namen (1324–1391) ∞ 1309 Catharina van Savoye (1312-1388)'     | Willem I van Namen (1324–1391) ∞ 1309 Catharina van Savoye (1312-1388)' | Willem I van Namen (1324–1391) ∞ 1309 Catharina van Savoye (1312-1388)' | Willem I van Namen (1324–1391) ∞ 1309 Catharina van Savoye (1312-1388)'    | Willem I van Namen (1324–1391) ∞ 1309 Catharina van Savoye (1312-1388)'    | Willem I van Namen (1324–1391) ∞ 1309 Catharina van Savoye (1312-1388)'    | Willem I van Namen (1324–1391) ∞ 1309 Catharina van Savoye (1312-1388)'    |